# Wahlenbergie

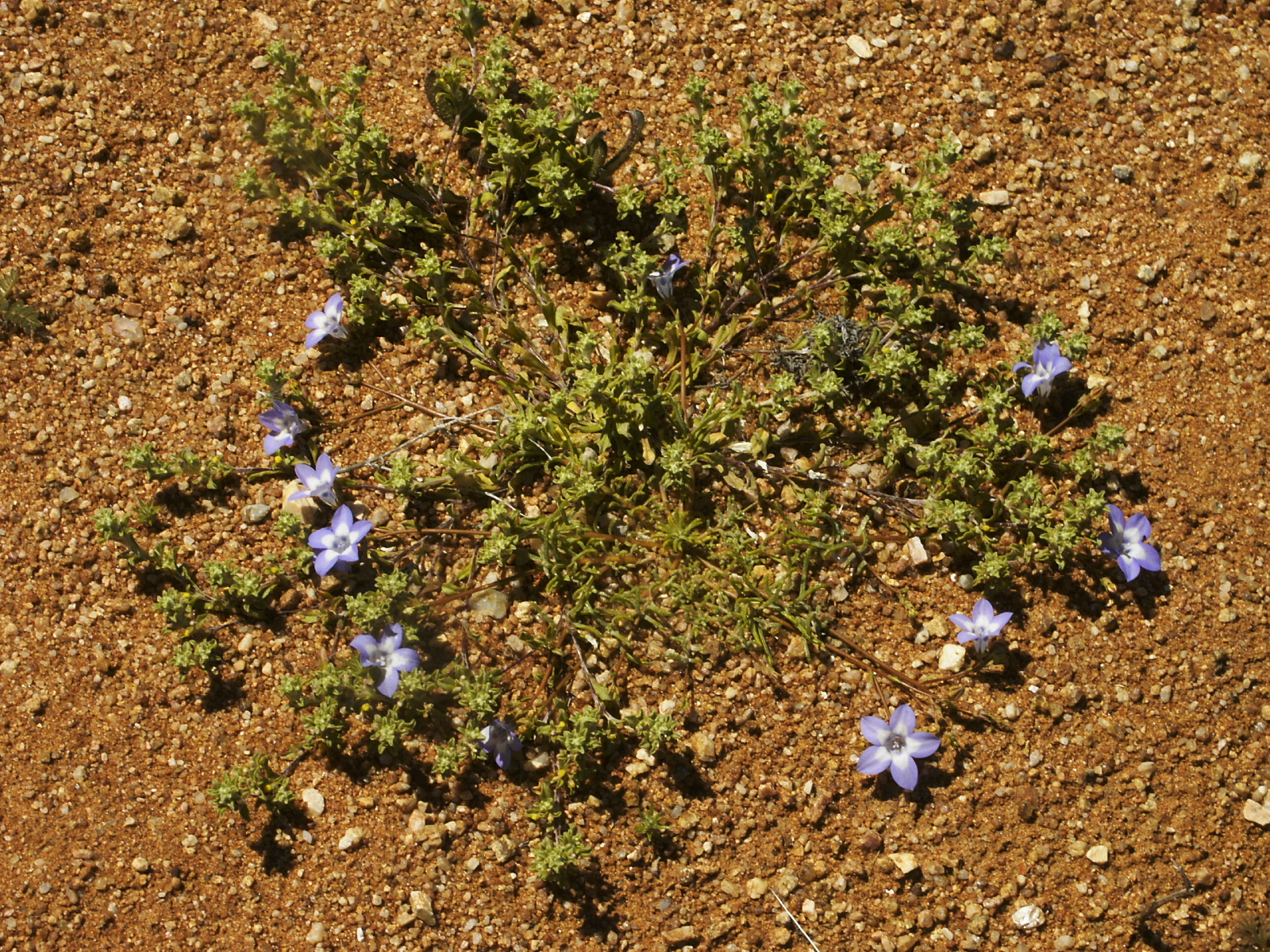
Wahlenbergia annularis

Wahlenbergie (Wahlenbergia) je rod rostlin z čeledi zvonkovité. Jsou to byliny až keře s jednoduchými listy a bílými nebo modrými, zvonkovitými až nálevkovitými květy, které jsou opylovány hmyzem. Plodem je tobolka. Rod zahrnuje asi 260 druhů a je rozšířen zejména v jižní Africe, v menší míře i v tropické a subtropické Asii, Austrálii, Oceánii, Novém Zélandu a Jižní Americe. Hospodářský význam wahlenbergií je okrajový.

## Popis
Wahlenbergie jsou jednoleté nebo vytrvalé byliny s olistěnou lodyhou nebo polokeře až keře.
Listy jsou střídavé nebo vstřícné, zpravidla přisedlé, často v přízemní růžici. Výjimečně jsou listy drobné a tuhé (erikoidní). Květy jsou drobné až středně velké, přisedlé nebo stopkaté, vrcholové nebo úžlabní, jednotlivé nebo uspořádané v thyrsech, latách nebo svazečcích. Kalich je zpravidla pěticípý. Koruna může být modrá, bílá nebo výjimečně růžová, zvonkovitá až nálevkovitá, zpravidla pětičetná, s krátkými až dlouhými cípy. Tyčinek bývá 5 nebo řidčeji méně (3 nebo 4), mají volné nitky a spojené prašníky. Semeník je spodní, polospodní nebo výjimečně svrchní a obsahuje 2 až 5 komůrek, v nichž je po několika až mnoha vajíčkách. Plodem je pouzdrosečná tobolka, pukající na vrcholu 2 až 5 chlopněmi.

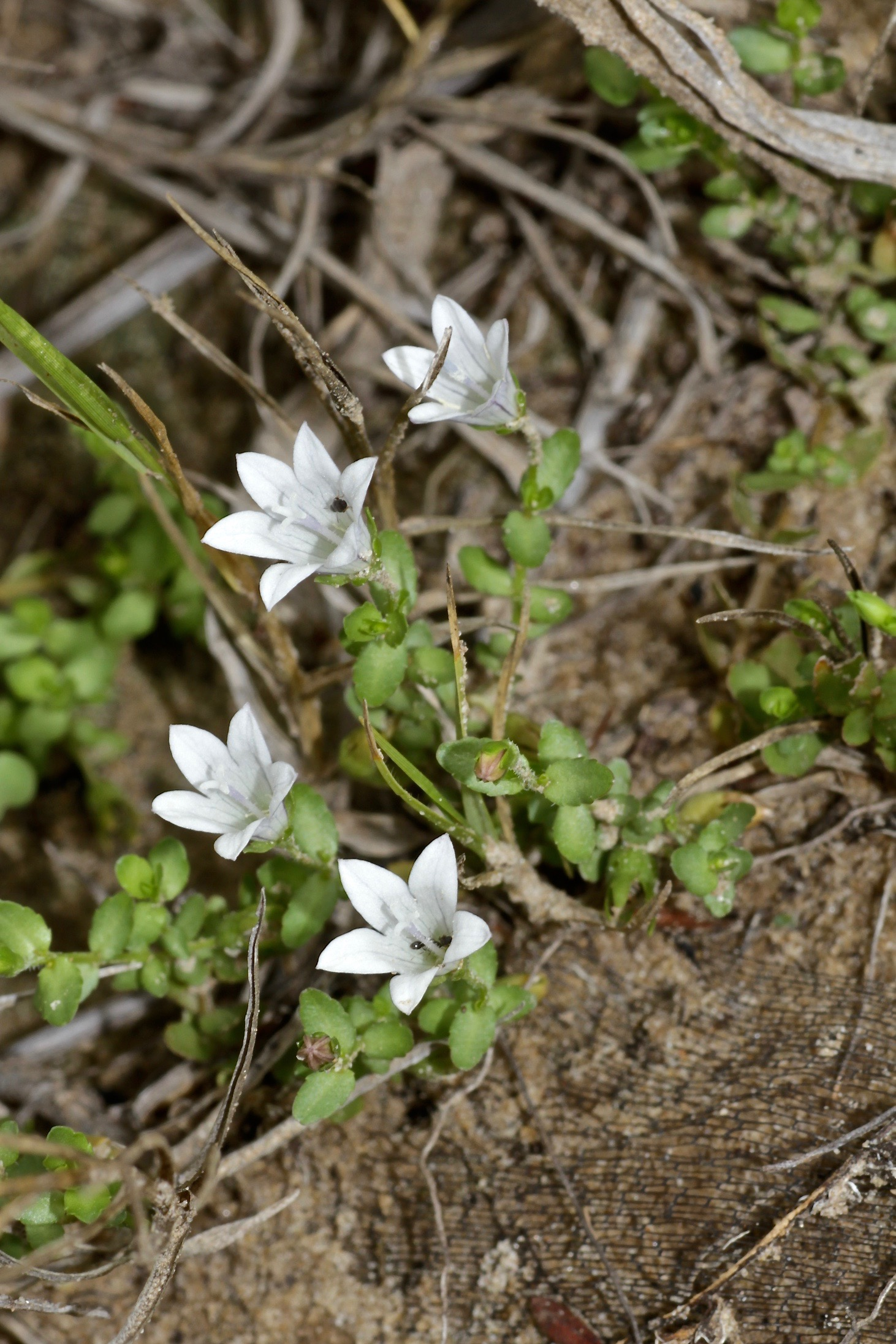
Wahlenbergia procumbens
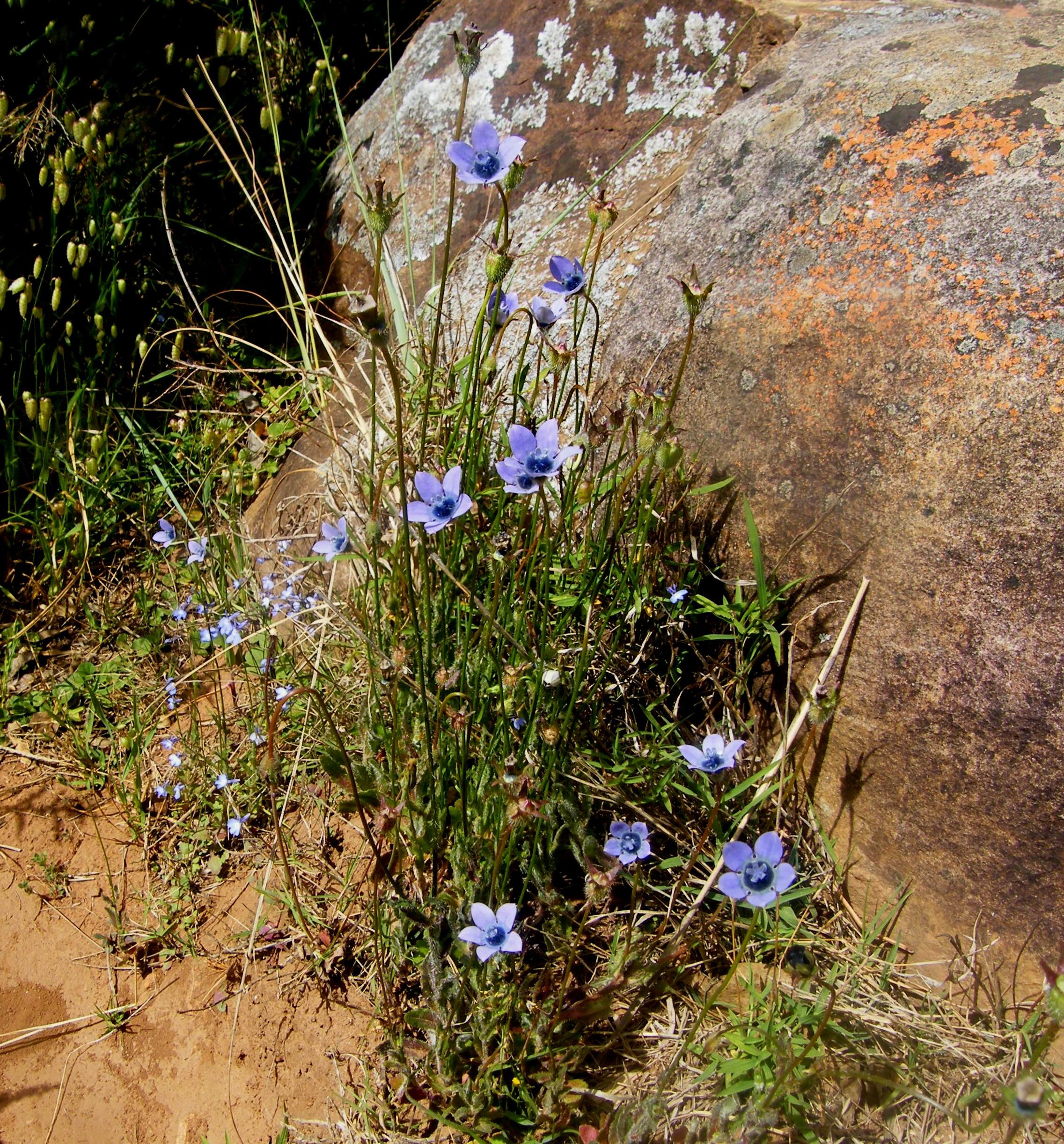
Wahlenbergia capensis
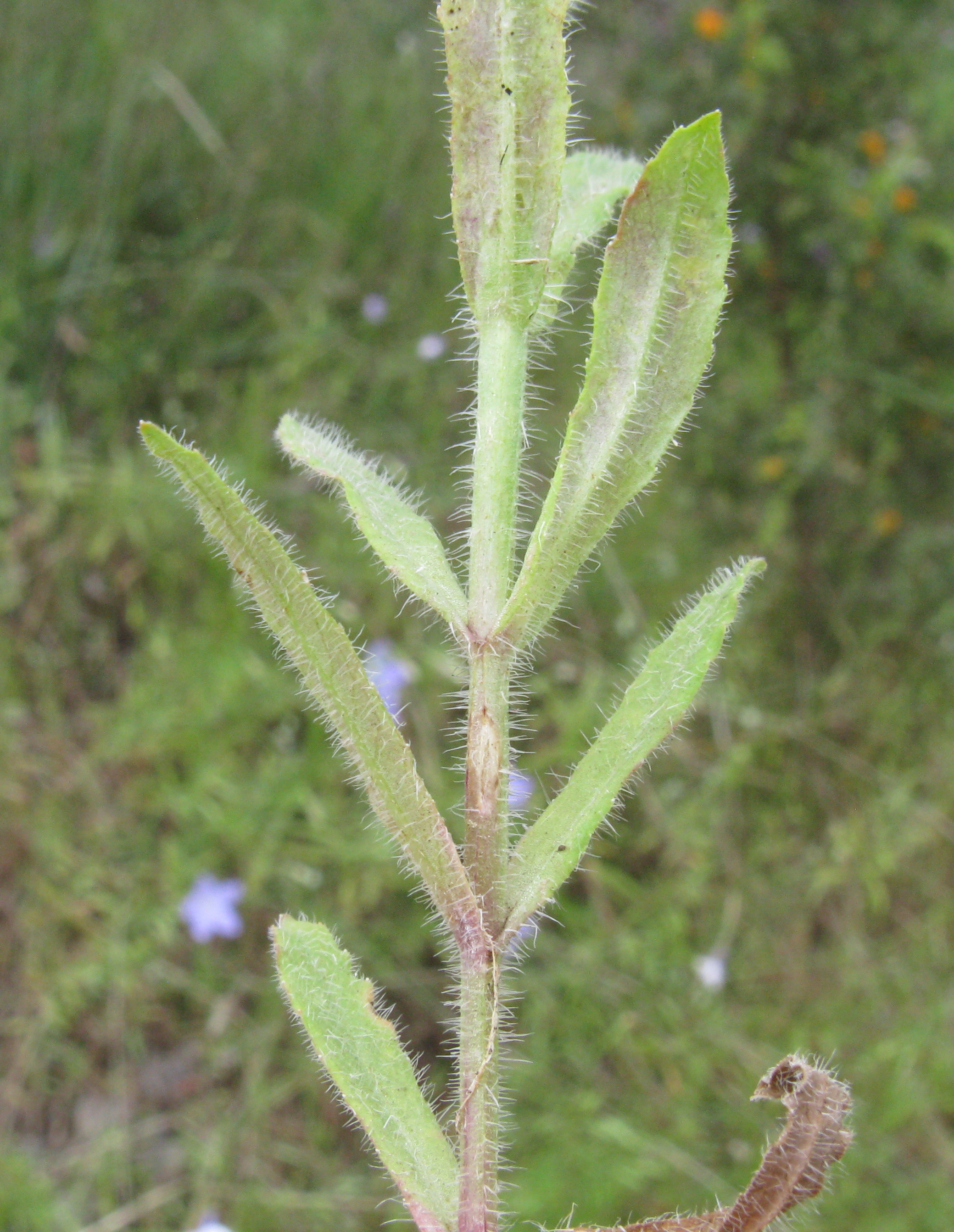
Lodyha Wahlenbergia stricta
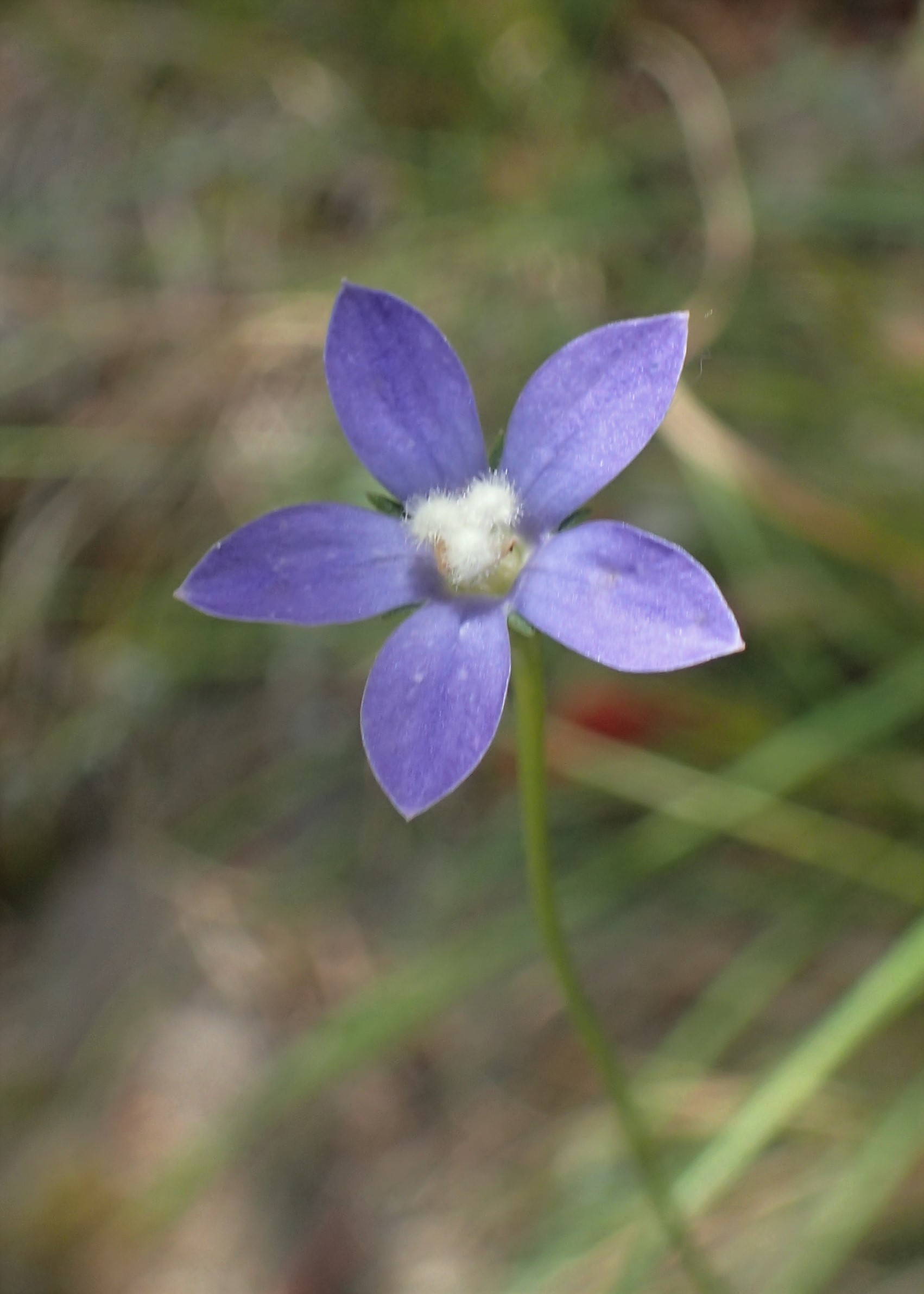
Wahlenbergia violacea
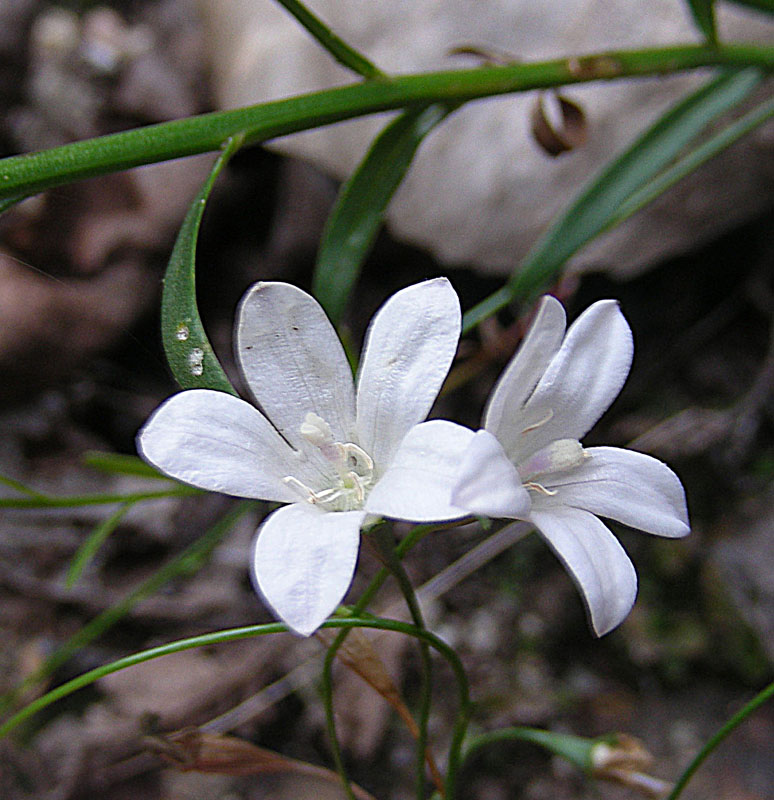
Wahlenbergia linarioides
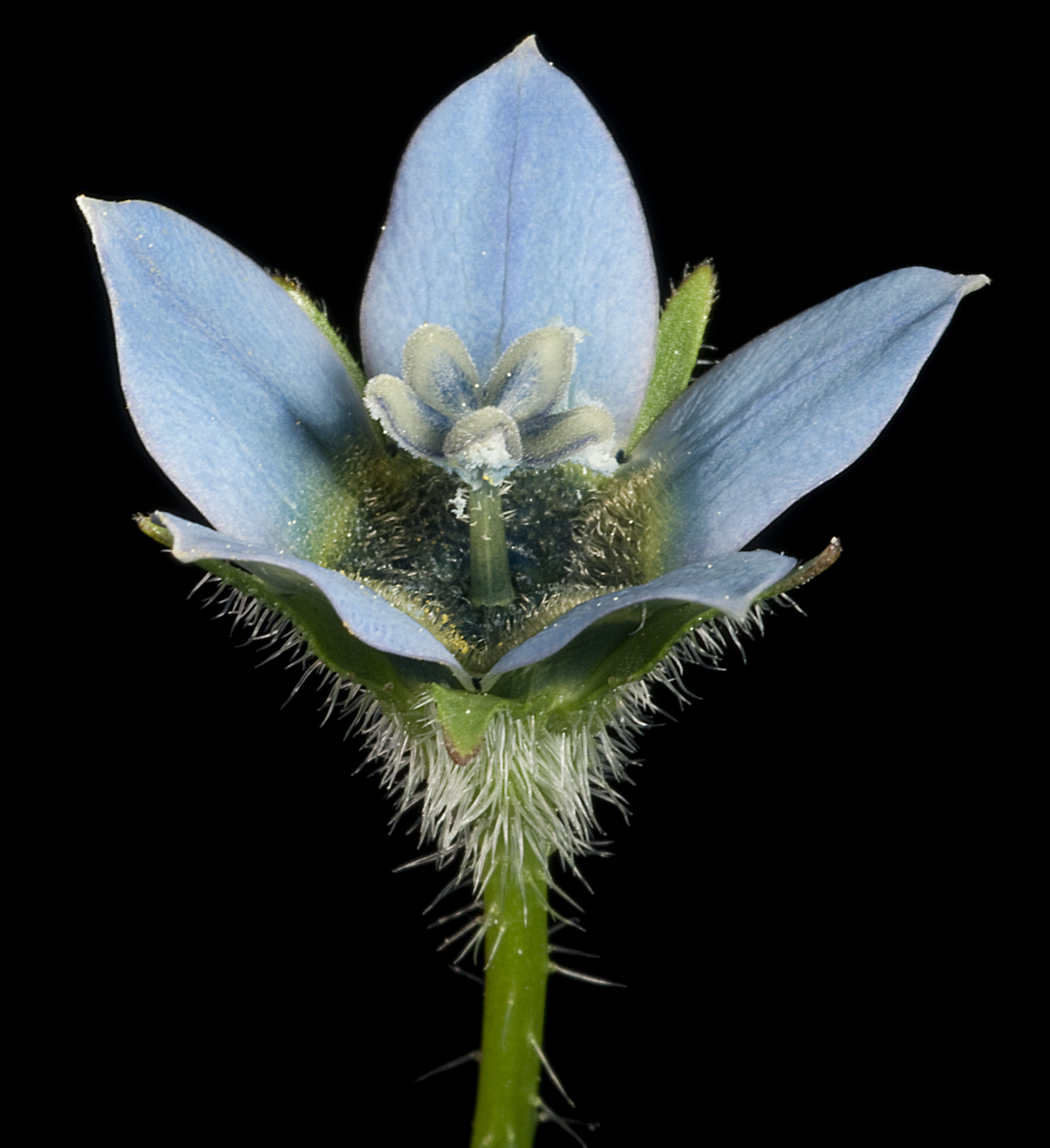
Detail květu Wahlenbergia capensis
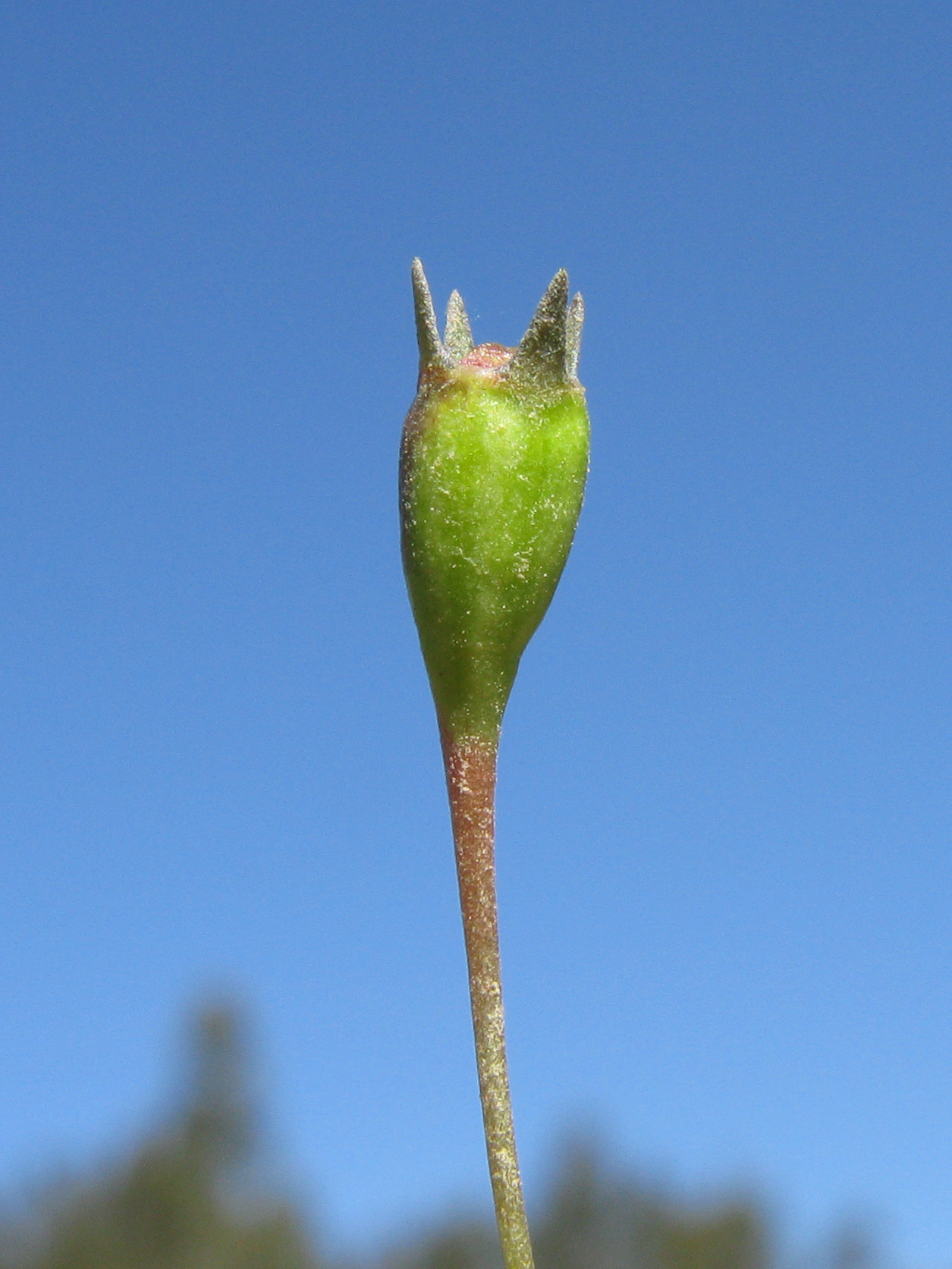
Nedozrálý plod Wahlenbergia gracilis

## Rozšíření
Rod wahlenbergie je po rodech lobelka a zvonek třetím největším rodem čeledi zvonkovité. Zahrnuje asi 261 druhů a je přirozeně rozšířen v tropech a subtropech všech kontinentů s výjimkou Severní Ameriky. Většina druhů se vyskytuje na jižní polokouli. Centrum druhové diverzity je v Jihoafrické republice, odkud je uváděno asi 161 druhů, z toho většina endemických.
Řada afrických druhů má poměrně omezený areál rozšíření, zahrnující nezřídka jedinou zemi. Větší počet endemických druhů se mimo Jihoafrické republiky vyskytuje zejména v Konžské demokratické republice, Angole a Namibii.
Druh Wahlenbergia pusilla roste ve východoafrických horách jako součást alpínské vegetace. Z Madagaskaru je uváděno 9 druhů, z toho 4 endemické.
V Evropě roste jediný druh, wahlenbergie lobelkovitá. Její rozšíření zahrnuje Španělsko, Itálii, severní a rovníkovou Afriku, Makaronésii a Arábii. Do severní Afriky zasahuje také druh Wahlenbergia campanuloides.
Areál rozšíření rodu v Asii sahá od Indického subkontinentu přes jižní Čínu po východní Asii a přes Indočínu, jihovýchodní Asii a Papuasii až po ostrovy Tichomoří.
Poměrně rozsáhlý areál má Wahlenbergia marginata, která jako jediná zasahuje i do Japonska a Koreje. V Himálaji roste Wahlenbergia peduncularis. Některé druhy jsou rozšířeny v Africe i Asii. Zajímavý areál má Wahlenbergia perrottetii, která se vyskytuje v subsaharské Africe, Madagaskaru a východní Brazílii.
V Austrálii roste 26 druhů, nejrozšířenější z nich je Wahlenbergia tumidifructa. Z Nového Zélandu je uváděno celkem 10 druhů. Několik druhů roste také na ostrovech mezi Austrálií a Novým Zélandem (Ostrov lorda Howa, Norfolk), na Tasmánii a v Tichomoří (Tonga, Nová Kaledonie). Tři endemické druhy jsou uváděny z ostrova Svatá Helena západně od afrického pobřeží. Druh Wahlenbergia ventricosa zasahuje i na Chathamské ostrovy východně od Nového Zélandu a Kermadekovy ostrovy severně od Nového Zélandu.
Centrum druhové diverzity v Jižní Americe se nachází na ostrovech Juana Fernándeze, kde roste 5 endemických druhů. Z jihoamerické pevniny je známo celkem 9 druhů. Největší areál má Wahlenbergia linarioides, rozšířená od Ekvádoru a východní Brazílie až po Chile a Argentinu. Ve východní Brazílii se vyskytují ještě další 3 endemické druhy. Další 2 druhy (Wahlenbergia peruviana a W. calycina) se vyskytují v Andách.
Do Amazonie rod nezasahuje.

## Ekologické interakce
Květy wahlenbergií jsou opylovány hmyzem, zejména různými druhy včel a vos. Dva druhy vos sbírajících pyl (Celonites wahlenbergiae a C. bergenwahliae) jsou v jižní Africe specializovány na sbírání pylu z wahlenbergií, který občas doplňují i pylem z květů rodu Coelanthum z čeledi Molluginaceae. Květy Wahlenbergia capensis jsou opylovány vrubounovitými brouky z tribu Hopliini.
Tobolky na dlouhých stvolech jsou rozhoupávány větrem a drobná semena jsou z nich za suchého počasí vytřásána a roznášena větrem. Za vlhka se účinnost tohoto mechanismu snižuje, a tobolky se proto za deště opět uzavírají.

## Taxonomie a vývoj
Rod Wahlenbergia je v rámci čeledi Campanulaceae řazen do podčeledi Campanuloideae, přičemž představuje jednu z bazálních větví dané podčeledi. Vývojové centrum je v jižní Africe. Výsledky molekulárních analýz ukázaly, že společný předek se vyvinul v jižní Africe v období raného miocénu asi před 23,6 milióny let. Odtud došlo k šíření do severnějších částí kontinentu a do Asie. Australské druhy jsou příbuzné s africkými druhy ze skupiny Wahlenbergia undulata a dostaly se do Austrálie pravděpodobně dálkovým přenosem v období pliocénu. K jejich diverzifikaci došlo přibližně před 4,8 milióny let.

## Zástupci
- wahlenbergie lobelkovitá (Wahlenbergia lobelioides)[10]

## Význam
Wahlenbergie nemají zásadnější hospodářský význam. Wahlenbergia marginata má antibakteriální účinky. Kořeny jsou v asijské medicíně využívány při plicních infekcích a na různé kožní choroby.
Květy celé řady druhů jsou jedlé a je možno je přidávat do salátu. Rovněž kořeny Wahlenbergia marginata a Wahlenbergia gracilis slouží v Číně jako potravina.
V botanických zahradách se wahlenbergie téměř nepěstují. Wahlenbergie lobelkovitá je uváděna ze sbírek Pražské botanické zahrady v Tróji.